# 曹力文

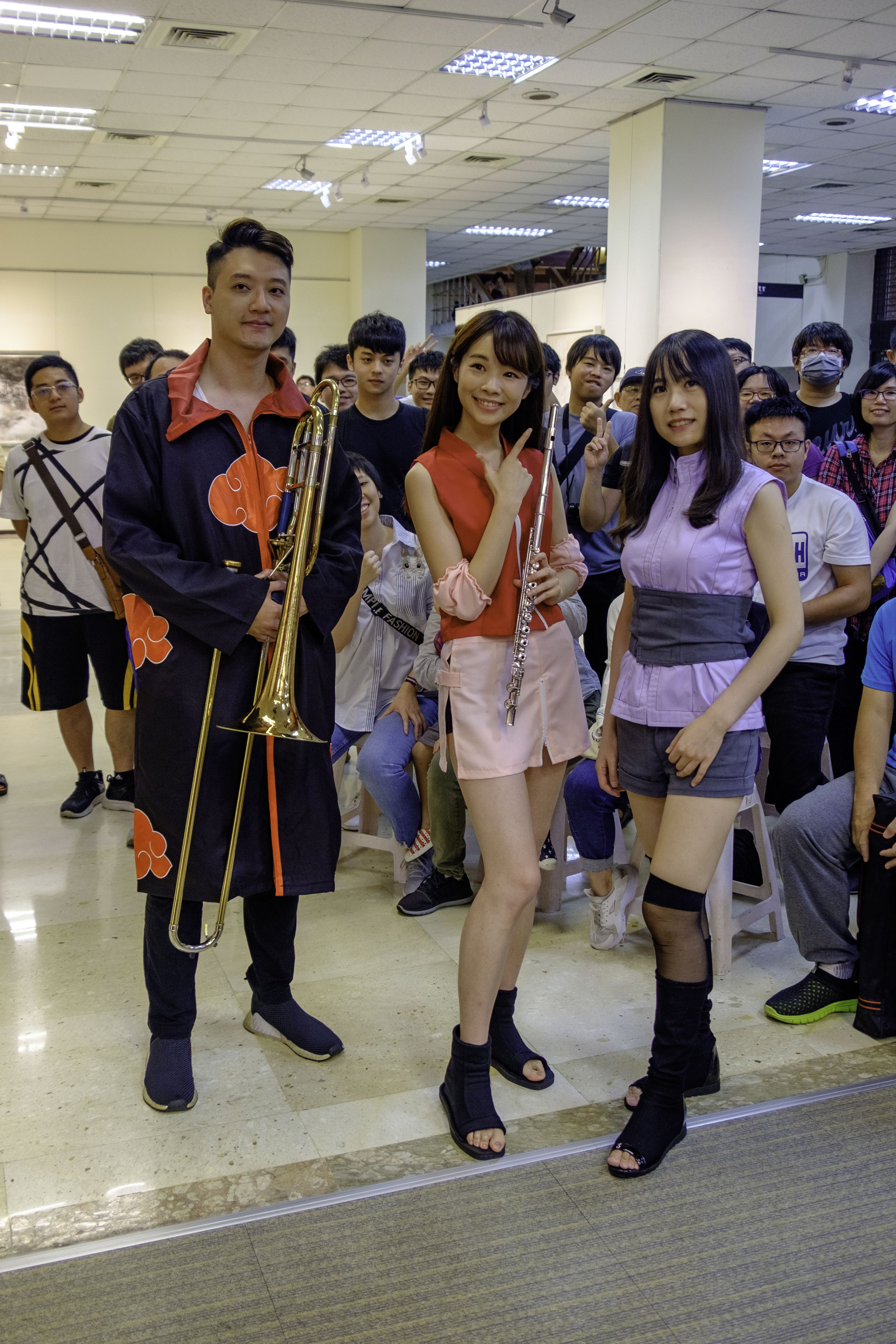
臺北市藝文推廣處藝文大樓1樓大廳音樂沙龍觀眾席，曹力文（前排中）cosplay《火影忍者》春野櫻，與觀眾合影。

曹力文，中華民國福建省連江縣南竿鄉人，出生於南投縣。

## 生平
曹力文畢業於臺中市私立曉明女子高級中學音樂班、國立臺北藝術大學管弦與擊樂研究所碩士班，曾任中國青年救國團幼獅管樂團長笛首席、三立都會台選秀節目《超級偶像8》「鬥牛積分挑戰賽」參賽者陳佳琦合作對象、2024年台灣電影《乒乓男孩》片尾直笛獨奏。2016年考取臺北市政府文化局街頭藝人活動許可證，直到文化局廢除街頭藝人考試。

## 事件
2023年，曹力文在日本旅遊，在東京迪士尼樂園拍攝吹直笛影片，違反禁止攜帶樂器入園的規則，被日本網民批評。

## 外部連結
- 長笛姐姐YouTube主頻道 （页面存档备份，存于）